# Am Schilde (Wismar)

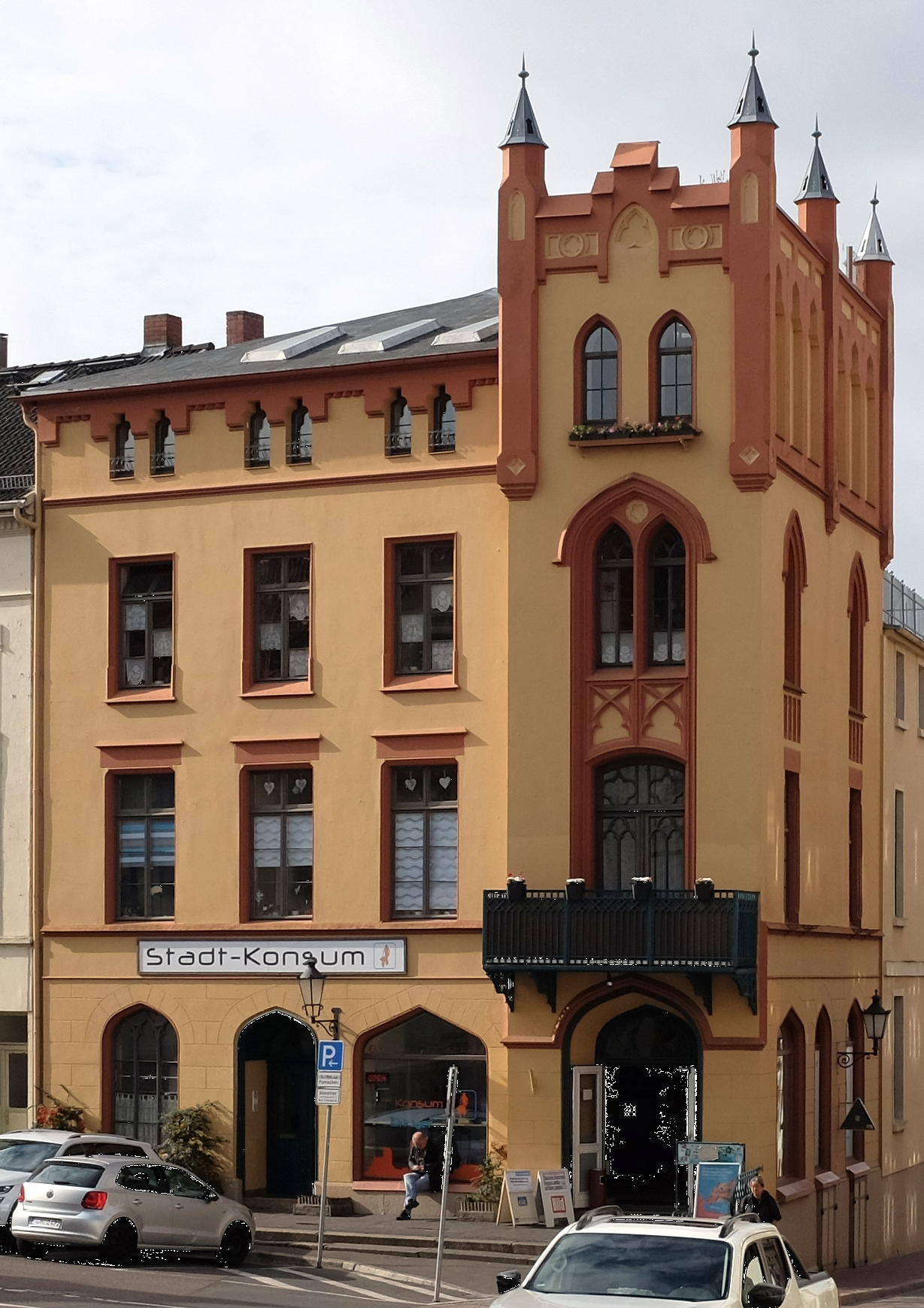
Nr. 11

Die kurze historische Straße Am Schilde liegt in Wismar in der Altstadt, die mit dem Alten Hafen unter dem besonderen Schutz der UNESCO stehen, nachdem Wismar 2002 in die Welterbeliste aufgenommen wurde.
Sie führt in Südostrichtung von der Bliedenstraße und Dankwartstraße zur Kurzen Baustraße.

## Nebenstraßen

Wismar zur Zeit der Hanse

Die Nebenstraßen und Anschlussstraßen wurden benannt als Bliedenstraße nach den hier verkauften mittelalterlichen Wurfgeschossen für eine Blide, Dankwartstraße nach dem Schmied Tangmar, der 1250 hier seine Schmiede hatte und Kurze Baustraße wie die  Baustraße nach den (Bau-)Leuten. die als Ackerbürger hier bauten.

## Geschichte

### Name
Die Straße Am Schilde wurde nach ihrer früheren Form eines mittelalterlichen Schilds als Schutzwaffe benannt.

### Entwicklung

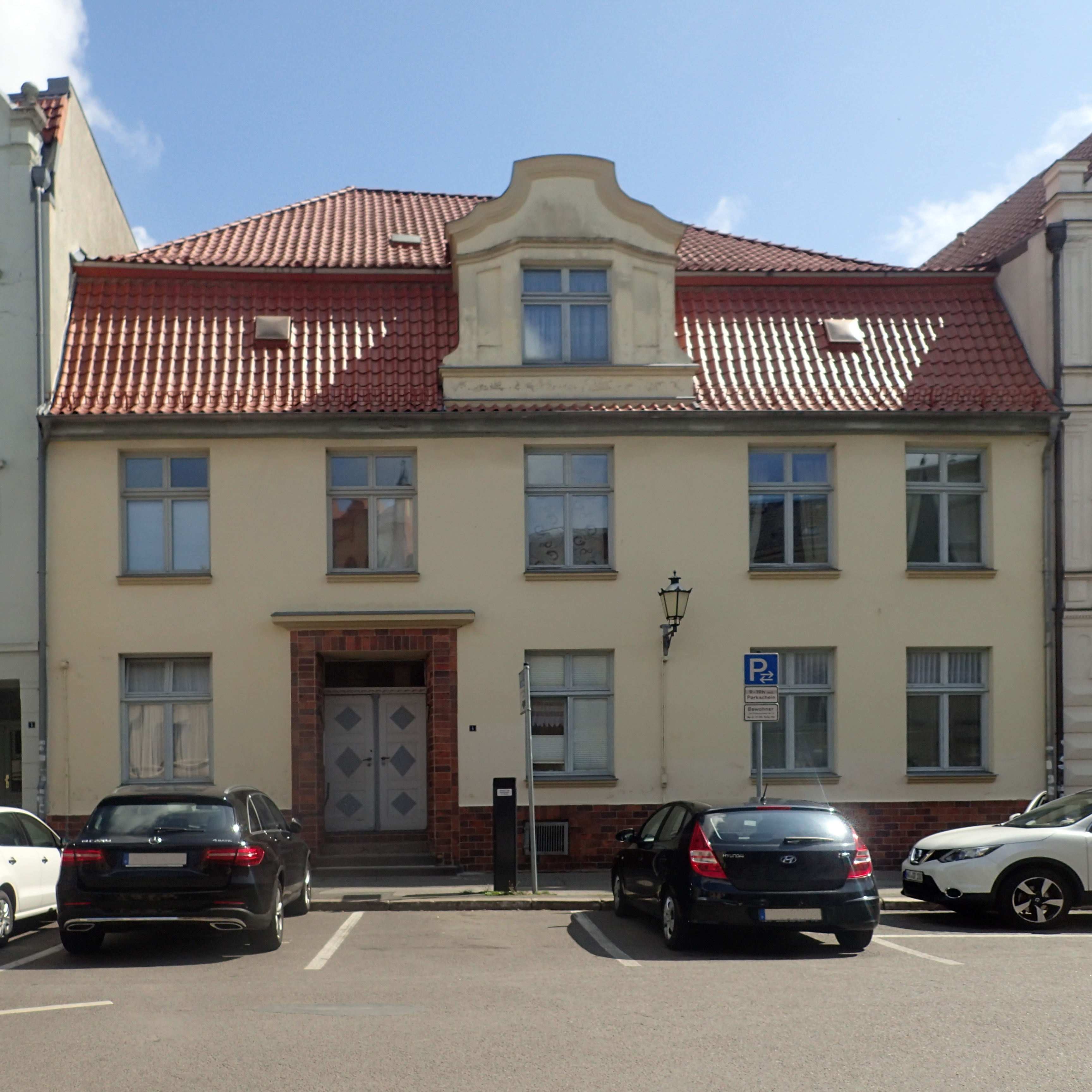
Nr. 4

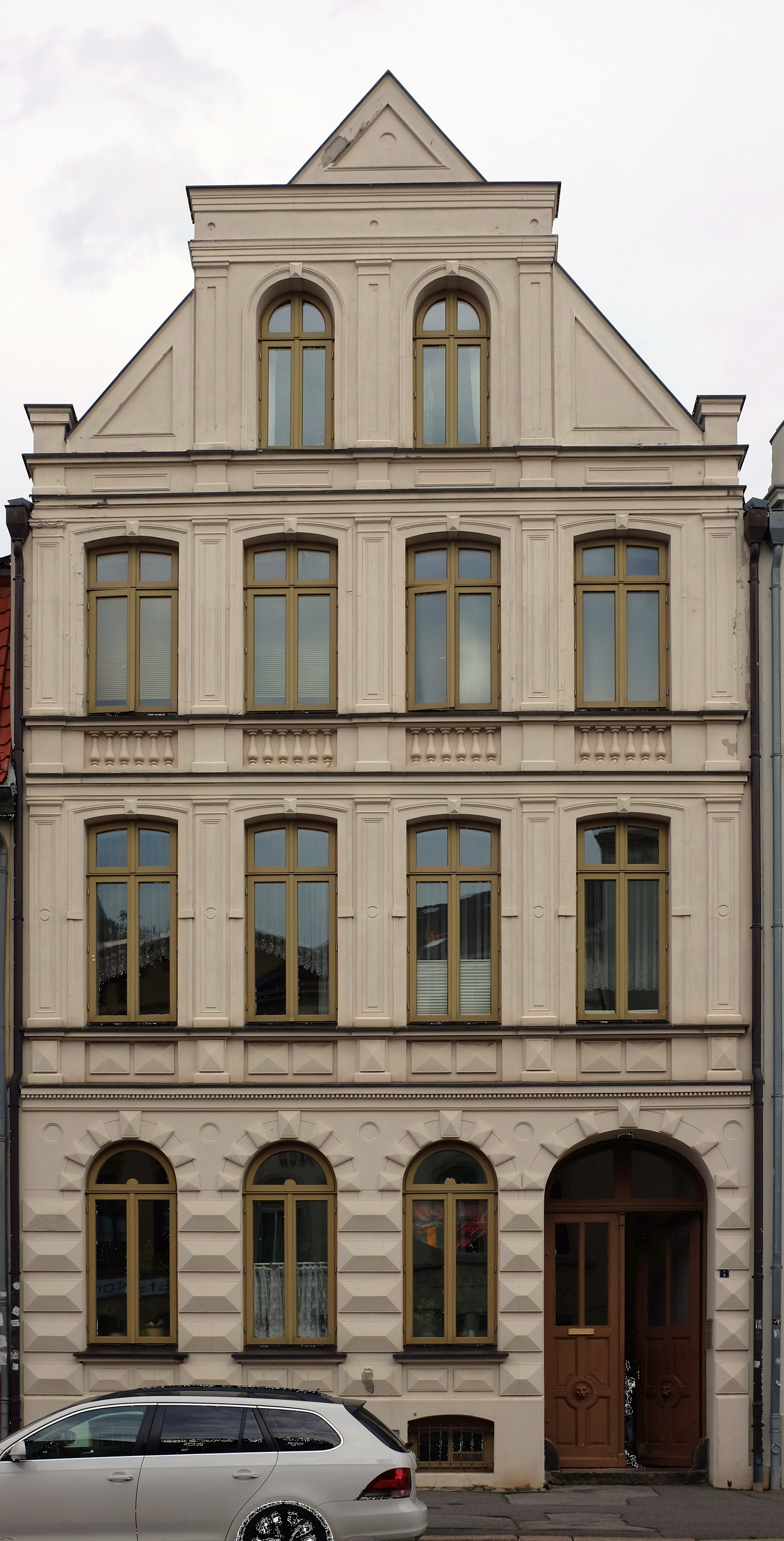
Nr. 5

Wismar wurde im Mittelalter ein wichtiges Mitglied der Hanse.
Die Straße hat eine platzähnliche Erweiterung zur Dankwartstraße. Beide verkehrsberuhigten Straßen wurden in drei Bauabschnitten von 2011 bis 2016 saniert.

## Gebäude, Anlagen (Auswahl)
An der Straße stehen zumeist drei- bis viergeschossige Häuser. Die mit (D) gekennzeichneten Häuser stehen unter Denkmalschutz. Aufstellung von Süden nach Nordosten:
- Nr. 1: 3-gesch. Wohn-, Büro- und Geschäftshaus als Eckgebäude
- Nr. 4: 2-gesch. saniertes Wohnhaus (D) mit Mansarddach und Dachhaus; um 1913 Producten-Handlung en gros & detail, dann Kolonialwarenhandlung Fritz Toms und um 1939 auch Fahrradhandlung, später bis nach 1970 Auto Thoms
- Nr. 5: 3-gesch. neoklassizistisches saniertes Wohnhaus (D) als Giebelhaus mit Bossenmauerwerk im Erdgeschoss
- Nr. 6: 3-gesch. Wohnhaus; hier wohnte 1900 der Mathematiker und Oberlehrer an der Großen Stadtschule H. Mewes
- Nr. 7 (früher 6a): 3-gesch. Wohn- und Geschäftshaus, historisierender Giebel mit Dreiecksabschluss
- Nr. 8: 3-gesch. Wohn- und Geschäftshaus mit Mezzaningeschoss
- Nr. 9: 4-gesch. historisierendes Wohn- und Geschäftshaus von 1902 der Glaserei Paul Joseph mit erhaltenen bleiverglasten Fenstern im Jugendstil im Hausflur, davor 2-gesch. Haus der Glaserei
- Nr. 10: 3-gesch. Wohn- und Geschäftshaus mit Mezzaningeschoss; früher Drogerie
- Nr. 11: 3- und 4-gesch. historisierendes, saniertes Wohn- und Geschäftshaus (D) mit Mezzaningeschoss und gestalterisch orientalisiertem, verspieltem Seitenrisalit mit fünf achteckigen Fialen und markantem Balkon; von 1913 bis 1951 Material- und Kolonialwarenhandlung Gustav Steinhagen, danach Stadt-Konsum, dann Zoohandlung Thomas Manthey[3]

### Denkmale, Gedenken
- Stolpersteine in Wismar bei Gebäude
  - Nr. 4: Gertrud Bernhard (1875–1944) ermordet im KZ Auschwitz, Hermann Bernhard (* 1901), Haft 1938, 1939 geflohen